# Landtagswahl in Südtirol 2013
- MoVimento 5 Stelle: 1
- Verdi Grüne Vërc/SEL: 3
- Partito Democratico: 2
- Südtiroler Volkspartei: 17
- Die Freiheitlichen: 6
- Süd-Tiroler Freiheit: 3
- BürgerUnion/Ladins Dolomites/Wir Südtiroler: 1
- Forza Alto Adige/Lega Nord/Team Autonomie: 1
- L’Alto Adige nel cuore: 1

Die Südtiroler Landtagswahl 2013 fand am 27. Oktober 2013 statt. Gewählt wurden 35 Abgeordnete zum Südtiroler Landtag. Die Wahlbeteiligung lag bei 79,7 Prozent. Am selben Tag fand auch die Wahl zum Trentiner Landtag statt. Südtiroler und Trentiner Landtag bildeten anschließend gemeinsam den 70 Mandate umfassenden Regionalrat Trentino-Südtirol.
Die XV. Legislaturperiode begann am 22. November 2013 und endete am 13. November 2018. Am 16. Jänner 2014 wählte der Landtag die Südtiroler Landesregierung (Kabinett Kompatscher I).

## Wahlergebnis
| Partei                                                       | Stimmenzahl | Wähleranteil in Prozent | Mandate |
| ------------------------------------------------------------ | ----------- | ----------------------- | ------- |
| Südtiroler Volkspartei                                       | 131.255     | 45,7                    | 17/35   |
| Die Freiheitlichen                                           | 51.510      | 17,9                    | 6/35    |
| Verdi Grüne Vërc – SEL                                       | 25.070      | 8,7                     | 3/35    |
| Süd-Tiroler Freiheit                                         | 20.743      | 7,2                     | 3/35    |
| Partito Democratico                                          | 19.210      | 6,7                     | 2/35    |
| Forza Alto Adige – Lega Nord – Team Autonomie                | 7.120       | 2,5                     | 1/35    |
| MoVimento 5 Stelle                                           | 7.100       | 2,5                     | 1/35    |
| BürgerUnion für Südtirol – Ladins Dolomites – Wir Südtiroler | 6.065       | 2,1                     | 1/35    |
| L’Alto Adige nel cuore                                       | 6.061       | 2,1                     | 1/35    |
| Unitalia                                                     | 4.832       | 1,7                     | 0/35    |
| Scelta Civica per l’Alto Adige-Südtirol                      | 4.525       | 1,6                     | 0/35    |
| La Destra                                                    | 1.655       | 0,6                     | 0/35    |
| Rifondazione Comunista                                       | 1.134       | 0,4                     | 0/35    |
| Partito dei Comunisti Italiani                               | 730         | 0,3                     | 0/35    |

## Fraktionswechsel während der Legislaturperiode
- Der Abgeordnete Andreas Pöder kündigte im März 2014 das Bündnis seiner Partei BürgerUnion mit Ladins Dolomites und Wir Südtiroler auf.
- Der Abgeordnete Roberto Bizzo verließ im Februar 2018 die Fraktion des Partito Democratico und gründete die Fraktion Noi per l’Alto Adige.

## Historische Bedeutung
Bei der Südtiroler Landtagswahl 2013 verlor die Südtiroler Volkspartei erstmals seit 1948 die absolute Mandatsmehrheit, blieb aber mit 45,7 Prozent an Wählerkonsens die relativ stärkste Partei im Landtag. Die regionalen Oppositionsparteien Die Freiheitlichen, Verdi Grüne Vërc und Süd-Tiroler Freiheit konnten im Vergleich zu den Landtagswahlen 2008 je ein Mandat dazugewinnen. Die Parteien des italienischen Rechts- bzw. Mitte-rechts-Lagers (Lega Nord, Popolo della Libertà, Unitalia, La Destra) waren die großen Verlierer dieser Wahl. Sie waren mit vier getrennten Listen angetreten, hatten von fünf Mandaten des Jahres 2008 aber nur zwei Einzelmandate für die Listenvertreter von Team Autonomie und L’Alto Adige nel cuore halten können. Diese Wählerverschiebung, die vorwiegend in Richtung der Nichtwähler erfolgt war, wirkte sich wesentlich auf die ethnische Zusammensetzung des Landtags aus: Die Anzahl der italienischsprachigen Abgeordneten sank von vormals acht Mandataren auf das historische Minimum von fünf Mandataren ab. Ein parteipolitisches Novum stellte die Liste MoVimento 5 Stelle dar, die 2013 als einziger Neuling unter den Parteien erstmals in den Landtag einzog.

## Umfragen
| Institut         | Datum   | SVP  | F    | FI-LN | PD   | Grüne | STF | BUfS | Unitalia | M5S | SC  | Sonstige |
| ---------------- | ------- | ---- | ---- | ----- | ---- | ----- | --- | ---- | -------- | --- | --- | -------- |
| Gruber & Partner | 10.2013 | 44.8 | 14.2 | 6.7   | 11.9 | 8.1   | 6.0 | 1.2  | 1.6      | 2.3 | 1.4 | 2.0      |
| apollis          | 09.2013 | 45.2 | 16.1 | 4.7   | 6.8  | 13.0  | 5.7 | –    | –        | 2.2 | 3.4 | 2.9      |
| Market           | 02.2013 | 38.0 | 24.0 | 6.0   | 10.0 | 11.0  | 4.0 | 1.0  | 1.0      | –   | 3.0 | 2.0      |
| apollis          | 01.2013 | 40.1 | 21.9 | 5.0   | 11.4 | 9.0   | 3.3 | 1.6  | 1.8      | –   | –   | 5.9      |
| Gruber & Partner | 11.2012 | 40.6 | 23.7 | 4.4   | 9.5  | 5.8   | 5.6 | 1.9  | –        | 1.2 | –   | 7.3      |
| Gruber & Partner | 06.2012 | 43.2 | 18.4 | 5.9   | 10.0 | 7.9   | 4.8 | 2.1  | –        | –   | –   | 7.8      |
| Market           | 12.2011 | 44.0 | 21.0 | 6.0   | 6.0  | 7.0   | 7.0 | –    | –        | –   | –   | 9.0      |
| Gruber & Partner | 11.2011 | 44.9 | 19.6 | 5.5   | 7.9  | 8.7   | 3.4 | 1.8  | –        | –   | –   | 8.2      |
| Gruber & Partner | 09.2011 | 48.4 | 19.3 | 5.0   | 7.0  | 9.6   | 4.0 | –    | –        | –   | –   | 6.8      |